# Força Aérea Iugoslava
A Força Aérea e a Defesa Aérea (Servo-croata: Ратно ваздухопловство и противваздушна одбрана, Ratno vazduhoplovstvo i protivvazdušna odbrana; abreviado РВ и ПВО/RV i PVO), foi um dos três ramos do Exército Popular Iugoslavo, o exército da República Socialista Federativa da Iugoslávia. Comumente chamada de Força Aérea Iugoslava, no seu auge estava entre as maiores da Europa. A filial foi dissolvida em 1992 após a dissolução da Iugoslávia. No ano de 1990, a Força Aérea contava com mais de 32.000 efetivos, mas como resultado das suas necessidades mais técnicas, a Força Aérea contava com menos de 4.000 recrutas.

## História

### Segunda Guerra Mundial e a influência soviética
No início de 1945, os guerrilheiros iugoslavos sob o comando do marechal Tito libertaram uma grande parte do território iugoslavo das forças de ocupação. O exército dos partisans incluía unidades aéreas treinadas e equipadas pela Grã-Bretanha (com Supermarine Spitfires e Hawker Hurricanes, ver Força Aérea dos Balcãs) e pela União Soviética (com aeronaves Yak-3, Yak-7, Yak-9 e Ilyushin Il-2) e uma série de unidades ad hoc equipadas com aeronaves capturadas da Luftwaffe Alemã e da Força Aérea do Estado Independente da Croácia (Messerschmitt Bf 109G, Junkers Ju 87 Stuka e muitos outros).

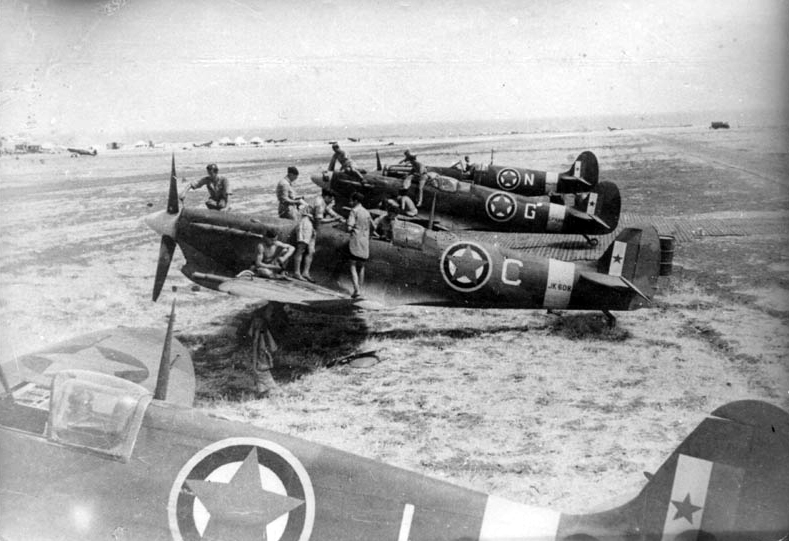
Spitfires do Esquadrão Nº 352 (Y) da Força Aérea Real Britânica (Força Aérea dos Balcãs) antes da primeira missão em 18 de agosto de 1944, de Canne, Itália

Em 5 de janeiro de 1945, as várias unidades aéreas foram formalmente incorporadas a uma nova Força Aérea Iugoslava (Jugoslovensko Ratno Vazduhoplovstvo - JRV). Ao mesmo tempo, um grupo de caças iugoslavo que estava sob instrução soviética no campo de aviação de Zemun tornou-se operacional. De 17 de agosto de 1944, quando o primeiro Esquadrão Spitfire Iugoslavo tornou-se operacional, até o fim da guerra na Europa, as aeronaves Iugoslavas realizaram 3.500 surtidas de combate e acumularam 5.500 horas de vôo operacional. Assim, quando chegou o tempo de paz, o JRV já possuía um núcleo de pessoal forte e experiente.
Em 12 de setembro de 1945, a Academia de Aviação Militar de Belgrado foi criada para treinar futuros pilotos. O desenvolvimento do JRV foi ajudado ainda mais no final de 1945 com a criação da União Aeronáutica da Iugoslávia (Vazduhoplovnni Savez Jugoslavije - VSJ). Este compreendia seis sindicatos aeronáuticos - um para cada república constituinte - com o objectivo conjunto de promover o voo desportivo e as técnicas aeronáuticas entre os jovens do país. Em junho de 1947, a primeira escola de aviação VSJ em Borongaj (perto de Zagreb) começou a treinar alunos.

### Rompimento das relações com os soviéticos e ajuda dos EUA

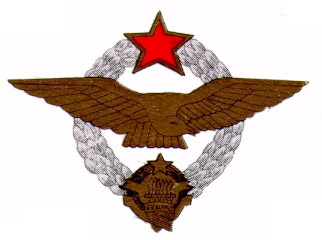
Insígnia de pilotos da Força Aérea Iugoslava

A organização do JRV do pós-guerra baseou-se no padrão soviético de divisões, regimentos e esquadrões. Praticamente todo o equipamento inicial foi fornecido pela União Soviética – as aeronaves capturadas durante a guerra foram rapidamente retiradas. No final de 1947, o JRV atingiu uma força de cerca de 40 esquadrões de aeronaves e tornou-se o braço aéreo mais poderoso dos Bálcãs. Em junho de 1948, a Iugoslávia rompeu relações com a União Soviética stalinista. O país foi imediatamente sujeito a extrema pressão política por parte da União Soviética e dos seus vizinhos dos Balcãs, e as anteriores fontes de aeronaves, peças sobressalentes e combustível do JRV foram cortadas. A possibilidade de uma invasão foi levada a sério. A capacidade de manutenção das aeronaves JRV caiu rapidamente, com algumas aeronaves sendo canibalizadas para fornecer peças sobressalentes para as restantes. Os esforços renovados para expandir a pequena indústria aeronáutica nacional tiveram algum sucesso - os treinadores Ikarus Aero 2 e Ikarus 213 Vihor foram seguidos em serviço pelo caça monoposto Ikarus S-49 e pelo primeiro avião a jato iugoslavo Ikarus 451M.
No entanto, a força de primeira linha do JRV ainda estava em declínio, por isso, em 1951, o Chefe do Estado-Maior Iugoslavo, Coronel-General Koča Popović, visitou o Reino Unido para discutir a situação. Foi acordado que um carregamento substancial de aeronaves seria realizado em breve. Em outubro de 1951, foram fornecidos os primeiros caças-bombardeiros de Havilland Mosquito FB6. No ano seguinte, 150 caças-bombardeiros Republic F-47D Thunderbolt foram entregues dos EUA sob um Pacto de Assistência Mútua.
O primeiro avião a jato a ser operado pelo JRV, quatro treinadores a jato Lockheed T-33A, chegou em 10 de março de 1953 e logo foi seguido pelo primeiro dos 229 caças-bombardeiros Republic F-84G Thunderjet. As séries dos Thunderjets foram de 10501 a 10729. Os primeiros oito Thunderjets, todos antigos aviões 48 TFW, chegaram a Batajnica em 9 de junho de 1953. Ao mesmo tempo, vários pilotos iugoslavos passaram por treinamento de vôo a jato na Alemanha e no Colorado, EUA. Estas entregas melhoraram substancialmente a eficácia de combate do JRV. Dez helicópteros Westland Dragonfly foram obtidos em 1954 e, em 1956, após numerosos atrasos devido a considerações políticas, 121 F-86E/Canadair CL-13. Os interceptadores F.4 Sabres foram entregues.

### Reconstruindo o apoio soviético
Em 1959, o JRV foi fundido com as unidades de defesa aérea operadas pelo Exército e ficou conhecido como Força Aérea e Defesa Aérea (Ratno Vazduhoplovstvo i Protivvazdušna Odbrana - JRViPVO). As relações com a União Soviética melhoraram drasticamente depois que Nikita Khrushchov se tornou líder soviético e, em setembro de 1962, isso levou à entrega dos primeiros interceptadores MiG-21F-13. A falta de possíveis aeronaves para substituir os caças-bombardeiros e treinadores fabricados nos EUA induziu a indústria aeronáutica doméstica iugoslava (Soko, Utva) a fabricar novos treinadores e caças-bombardeiros a jato. Depois de uma série de protótipos, a indústria aeronáutica iugoslava fabricou o jato de treinamento de ataque leve Soko G-2 Galeb, que substituiu parcialmente uma série de aeronaves Lockheed T-33, e a versão monoposto de Galeb, a aeronave de ataque leve Soko J-21 Jastreb. O Galeb foi um grande sucesso e foi melhor que o Aero L-29 Delfín que foi o principal avião de treinamento do Pacto de Varsóvia e de várias outras forças aéreas. Assim, o Galeb foi exportado apenas para a Líbia. O JRViPVO também comprou uma série de aeronaves utilitárias domésticas UTVA-66. Vinte e cinco helicópteros de transporte médio Mi-4 também foram obtidos para unidades de helicópteros da URSS. No final dos anos 60, a JRViPVO comprou vários MiG-21 soviéticos no caça MiG-21PFM, reconhecimento MiG-21R e versões MiG-21U e de treinamento dos EUA, quinze helicópteros leves Mi-2 poloneses, vinte e cinco Zlin Z.526M Trainer Masters para A Academia Militar de Aviação no aeroporto de Zemunik e a entrega de helicópteros de transporte médio Mi-8 T foram iniciadas.

### Evolução
Durante a década de 1970, quase todos os jatos americanos foram substituídos por caças soviéticos MiG-21 e jatos domésticos de ataque/treinamento. Muitos novos projetos, como o novo jato de treinamento/ataque leve Utva 75 e G-4 Super Galeb, foram iniciados. O maior projeto, a aeronave de ataque Soko J-22 Orao feita em cooperação com o IAR romeno, também foi iniciado. Foram comprados 21 Aérospatiale Gazelle de fabricação francesa e, depois disso, a fábrica da Soko em Mostar iniciou a produção em série do Soko SA.341H fabricado sob licença, que mais tarde foi construído em muitas outras versões. Os helicópteros Mi-8T substituíram os antigos helicópteros Mi-4, Dragonfly, Whirlwind e Mi-2. A aviação de caça também foi modernizada com novas versões do MiG-21, MiG-21M, MiG-21MF e MiG-21UM. A capacidade de transporte cresceu com a aquisição de dezessete An-26.

### Reorganização
O foco na década de 1980 foi uma substituição parcial das aeronaves J-21 e G-2 pelos mais jovens Orao e Super Galebs. A Força Aérea adquiriu a versão mais recente do MiG-21, o MiG-21bis, que foi o último modelo do MiG-21. Todos os 93 helicópteros de transporte Mi-8T foram entregues e a fábrica de Soko produziu cerca de 140 Gazelles construídos sob licença em diversas variantes. A JRV criou sua equipe de exibição, Leteće Zvezde (Estrelas Voadoras) com sete aeronaves Soko J-21 Jastreb que mais tarde foram substituídas por sete Super Galebs. Em 1987, o primeiro esquadrão de novos caças modernos MiG-29 foi adquirido da URSS, tornando a Iugoslávia o primeiro comprador. Eles eram uma solução temporária até a produção planejada da nova aeronave multifuncional Novi Avion.
Em 1986, o JRViPVO passou por uma reorganização limitada que viu suas unidades operacionais agrupadas em três Corpos regionais em vez dos cinco Corpos usados anteriormente. As principais missões da força aérea consistiam em contestar os esforços inimigos para estabelecer a superioridade aérea sobre a Iugoslávia e apoiar as operações defensivas das forças terrestres e da marinha. A principal organização eram os três corpos de Força Aérea e Defesa Aérea; 1º Corpo de AF e AD, 2º Corpo de AF e AD e 3º Corpo de AF e AD.

#### Aviação de caça
O principal componente do JRV era a aviação de caça. Quando a segunda geração de caças apareceu pela primeira vez, a Iugoslávia inicialmente optou por comprar caças franceses Mirage III, mas essa opção foi descartada devido ao papel francês na Guerra da Independência da Argélia. Em busca de alternativas, a Iugoslávia recorreu à URSS e adquiriu MiG-21 soviéticos. Portanto, a maioria dos caças eram aeronaves MiG-21 de fabricação soviética de diferentes versões MiG-21M, MiG-21MF e MiG-21PFM da década de 1970 e MiG-21Bis do início da década de 1980. Em 1986, a JRV comprou da URSS um esquadrão de caças MiG-29. Naquele período, o MiG-29 era um dos caças mais avançados, e a Iugoslávia se tornou um dos primeiros países a comprar o MiG-29. Cada Corpo de AF e AD tinha um Regimento de Aviação de Caça (Lovački Aviacijski Puk - LAP). O Primeiro Corpo de AF e AD tinha o 204º Regimento de Aviação de Caça. O papel deste regimento era proteger o Primeiro Corpo de AF e AD aeroespacial de possíveis agressões, especialmente protegendo a capital iugoslava, Belgrado, e depois apoiar as forças terrestres do Exército Popular Iugoslavo. O 204. O LAP compôs dois esquadrões de caça, 126. LAE equipado com aeronaves MiG-21 Bis e 127. LAP equipado com novos MiG-29. A base do 204º Regimento de Aviação de Caça era a Base Aérea de Batajnica, perto de Belgrado. O Terceiro Corpo de AF e AD tinha o 83º Regimento de Aviação de Caça (83.LAP) baseado na Base Aérea de Slatina, perto de Priština. 83ª unidades foram equipadas com aeronaves MiG-21, 123ª com MiG-21M e MF mais antigos e a 130ª com MiG-21Bis. O Quinto Corpo de AF e AD tinha o 117º Regimento de Aviação de Caça na Base Aérea de Željava. Željava era uma das melhores bases aéreas da Europa, com pista subterrânea, hangares, instalações de apoio técnico, radares e equipamentos de comunicação mais avançados, fontes de eletricidade, água potável, ar fresco, alimentos, equipamentos, armas e combustível para ficar 30 dias sem quaisquer conexões com o mundo exterior. As unidades em Željava foram 124ª e 125ª equipadas com caças MiG-21 Bis e 352ª equipadas com caças de reconhecimento MiG-21R.

#### Aviação de ataque ao solo
A Aviação de Ataque ao Solo ou Aviação de Caça-Bombardeiro (Lovačko-Bombarderska Aviacija) estava no segundo plano do JRV. Todas as aeronaves de ataque eram feitas em casa. As novas aeronaves, como as aeronaves de ataque J-22 Orao e o treinador de ataque leve G-4 Super Galeb, estavam substituindo as antigas aeronaves de ataque leve J-21 Jastreb e G-2 Galeb de treinamento de ataque leve. O Primeiro Corpo de AF e AD tinha dois esquadrões de caças-bombardeiros e um esquadrão de reconhecimento equipado com aeronaves de reconhecimento de ataque ao solo. O 252º da Base Aérea de Batajnica estava sob o comando direto de seu Corpo de AF e AD (ao contrário de outros esquadrões que estavam sob o comando de seus Regimentos/Brigadas). Foi equipado com aeronaves de ataque leve J-21 Jastreb mais antigas e aeronaves de treinamento/ataque G-2 Galeb, aeronaves utilitárias Utva-66 e novos G-4 Super Galebs. Sob o comando da 97ª Brigada de Aviação (que pertencia ao 1º Corpo de AF e AD) havia um esquadrão de caça-bombardeiro, 240º, equipado com Jastrebs e um esquadrão de reconhecimento, 353. IAE, equipado com aeronaves de reconhecimento e ataque IJ-22 Orao. O Terceiro Corpo de AF e AD tinha duas grandes unidades de aviação de caça-bombardeiro, a 98ª Brigada de Aviação e o 127º Regimento de Aviação de Caça-Bombardeiro. A 98ª Brigada de Aviação de Skopski Petrovac, na Macedônia, tinha três esquadrões, dois esquadrões de caça-bombardeiro e um esquadrão de reconhecimento. Os esquadrões de caça-bombardeiro foram o 241º equipado com aeronaves de ataque J-22 Orao, o 247º com Jastrebs e o 354º IAE equipado com aeronaves de reconhecimento IJ-21 Jastreb. O 127º Regimento de Aviação de Caça-Bombardeiro da Base Aérea de Golubovci compreendia dois esquadrões de caça-bombardeiro, o 239º equipado com G-4 Super Galebs e o 242º equipado com aeronaves Jastrebs e J-22 Orao. O Quinto Corpo de AF e AD tinha a maioria das unidades de aviação de caça-bombardeiro, uma Brigada de Aviação e dois Regimentos de Aviação de Caça-Bombardeiro. A 82ª Brigada de Aviação, na Base Aérea de Cerklje, Eslovênia, tinha dois esquadrões de caças-bombardeiros e um esquadrão de reconhecimento. Dois esquadrões de caça-bombardeiro eram 237. LBAE equipado com J-21 e NJ-21 Jastrebs, e 238º equipado com aeronaves J-22 e NJ-22 Orao. O esquadrão de reconhecimento foi o 351º equipado com aeronaves de reconhecimento e ataque IJ-21 Jastreb e IJ-22 Orao. O 105º Regimento de Aviação de Caça-Bombardeiro na Base Aérea de Zemunik-Zadar compreendia dois esquadrões de aviação de caça-bombardeiro, o 249º equipado com Super Galebs, o 251º com Galebs e um esquadrão de aviação, o 333º equipado com aeronaves de treinamento Utva 75, aeronaves de transporte An-2, helicópteros Gazelle e Super Galebs. O 185º Regimento de Aviação de Caça-Bombardeiro do Aeroporto de Pula é composto por um esquadrão de caça-bombardeiro, 229º equipado com G-4 Super Galebs e um esquadrão de caça, 129º equipado com aeronaves MiG-21 nas versões MiG-21PFM, MiG-21US e MiG- 21UM.

#### Unidades de treinamento
A Academia Militar da Força Aérea Marechal Tito usou o 105º Regimento de Aviação de Caça-Bombardeiro de Zadar, o 107º Regimento de Helicópteros de Mostar, o 127º Regimento de Aviação de Caça-Bombardeiro da Base Aérea de Golubovci e o 185º Regimento de Aviação de Caça-Bombardeiro de Pula para o treinamento de seus cadetes. Os cadetes aprenderam pela primeira vez a voar em aeronaves utilitárias como o Utva 75. A base principal ficava em Zadar, no 105º Regimento de Aviação de Caça-Bombardeiro, onde jovens pilotos faziam seus primeiros voos em aeronaves Utva 75. Depois de aprenderem o básico sobre como voar no 333º, eles aprenderam a voar em aviões a jato no 251º em treinadores a jato G-2 Galeb. Quando os cadetes dominaram o vôo em treinadores a jato Galeb, eles desenvolveram seu vôo em aviões a jato no 249º lugar em treinadores Super Galeb. Depois de aprender a voar em aviões a jato, os cadetes continuaram sua educação de pilotos em outras unidades, dependendo de se tornarem pilotos de helicóptero, caça ou caça-bombardeiro. Os cadetes que se tornaram pilotos de helicóptero continuaram seus estudos no 107º Regimento de Helicópteros em Mostar, voando em helicópteros Gazelle nos 782º e 783º ou em helicópteros Mi-8 no 782º. Os cadetes pilotos de caça-bombardeiro continuaram sua educação no 127º Regimento de Aviação de Caça-Bombardeiro em Golubovci, voando primeiro no Super Galebs no 239º e mais tarde nas aeronaves de ataque J-21 Jastreb e J-22 Orao no 242º. Regimento de Aviação de Bombardeiros em Pula, onde voaram pela primeira vez no Super Galebs no 229º e mais tarde no 129º no MiG-21PFM e MiG-21UM/US, fizeram seus primeiros voos supersônicos. Depois de terminar os estudos, os cadetes da Academia Militar da Força Aérea "Maršal Tito" tornam-se pilotos e ingressam nas suas unidades de serviço.

#### Unidades de transporte
A principal unidade de aviação de transporte foi a 138ª Brigada de Aviação de Transporte na Base Aérea de Batajnica. O 138º era uma unidade separada sob o comando direto do QG JRViPVO. Consistia em três esquadrões, dois esquadrões de aviação de transporte VIP e um esquadrão de helicópteros de transporte. Os esquadrões de aviação de transporte foram o 675º equipado com Yak-40, Falcon 50 e o 678º equipado com aeronaves VIP YAK-40 e helicópteros Mi-8 em versão de transporte VIP. Também havia poucas unidades de aviação de transporte de Brigadas/Regimentos não pertencentes a Transportes. Na 119ª Brigada de Aviação de Niš havia 677 aeronaves equipadas com aeronaves An-26 e An-2 que foram utilizadas para treinamento da 63ª Brigada de Paraquedistas. Em Pleso, a 111ª Brigada de Aviação era a 676ª também equipada com aeronaves de transporte An-26 e An-2. Havia também um esquadrão de aviação, 333. AE do 105º Regimento de Aviação de Caça-Bombardeiro de Zadar, equipado com uma aeronave An-2 usada para treinamento de paraquedas de cadetes da Academia Militar da Força Aérea Marechal Tito.

#### Unidades de helicóptero
As unidades de helicópteros da JRV foram equipadas com cerca de 190 helicópteros Gazelle caseiros nas versões utilitária, ataque, resgate e reconhecimento, 90 helicópteros de carga Mil Mi-8T Hip-C de fabricação soviética e 12 helicópteros anti-submarinos soviéticos. Cada Corpo de AF e AD tinha um Esquadrão Especial de Helicópteros (Specijalno Helikoptersko Odeljenje - SHO) equipado com quatro helicópteros Mi-8, a menos que o Esquadrão Especial de Helicópteros do Primeiro Corpo de AF e AD, que estava equipado com dois helicópteros utilitários leves Aérospatiale Alouette III e dois helicópteros de transporte Mi-8. Na 138ª Brigada de Aviação de Transporte, que era uma unidade separada sob o comando direto do QG JRViPVO, havia um esquadrão de helicópteros de transporte, 890. TRHE equipado com helicópteros Mi-8 e Gazelle. O Primeiro Corpo de AF e AD contava com o 107º Regimento de Helicópteros de Mostar (BiH), que consistia em dois esquadrões, 782. HE equipado com helicópteros Gazelle nas versões SA.341 e SA.342 Gama e Mi-8 e 783. HE equipado com helicópteros Gazelle. Os esquadrões do 107º Regimento de Helicópteros foram utilizados pela Academia Militar da Força Aérea Marechal Tito. Também havia três esquadrões de helicópteros da 97ª Brigada de Aviação em Divulje; 676. PPAE equipado com helicópteros Gazelle e aeronaves de combate a incêndio CL-215, 784. PPHE equipado com 12 helicópteros anti-submarinos Mi-14, Ka-25 e Ka-28 e 790. TRHE equipado com helicópteros de carga Mi-8. No Terceiro Corpo de AF e AD havia três esquadrões de helicópteros em 119. Brigada de Aviação; 712. POHE equipado com helicópteros de ataque Gazelle Gama, 714. O POHE também está equipado com helicópteros Gazelle Gama e 787. TRHE equipado com helicópteros de transporte Mi-8. No Quinto Corpo de AF e AD havia também três esquadrões de helicópteros; 711. POHE equipado com Gazelle Gama, 713. POHE também equipado com helicópteros de ataque Gazelle Gama e 780.TRHE equipado com helicópteros de carga Mi-8. Havia também um esquadrão de aviação mista, 333. EA a partir de 105. LBAP que contava com poucos helicópteros Gazelle utilizados para treinamento da Academia Militar da Força Aérea Marechal Tito. As regiões de comando do Exército também tiveram seus esquadrões de helicópteros equipados com helicópteros de reconhecimento Gazelle Hera. O EIV da região do 1º Exército estava na Base Aérea de Batajnica, o EIV da região do 2º Exército estava em Skopski Petrovac, o EIV da região do 3º Exército em Pleso e o EIV da região da Marinha estava em Divulje.

### Guerras iugoslavas e o fim
Em 1991, as queixas profundamente enraizadas que ameaçavam a unidade do Estado Federal durante algum tempo finalmente chegaram ao auge quando a Eslovénia iniciou movimentos no sentido da independência. No final de Junho de 1991, o JRViPVO foi encarregado de transportar soldados e polícias federais para a Eslovénia. Os eslovenos resistiram a esta imposição do controlo central, que rapidamente se transformou num conflito armado. Dois helicópteros da Força Aérea foram abatidos, enquanto o JRViPVO lançava ataques aéreos contra transmissores de TV e posições de defesa territorial eslovenas. Após um acordo político, as forças federais deixaram a Eslovênia.
Entretanto, eclodiu um conflito armado entre as forças croatas e sérvias na Croácia. O JRV fez vários passes rasteiros numa demonstração de força contra a Croácia e lançou vários golpes. Em agosto de 1991, o governo federal dominado pela Sérvia iniciou uma campanha de guerra aberta contra os croatas. O JRV estava ativo no fornecimento de transporte e missões de apoio aéreo aproximado às forças terrestres, mas foi gradualmente forçado a abandonar as bases aéreas fora das áreas controladas pela etnia sérvia. As hostilidades terminaram com uma trégua em 3 de janeiro de 1992. O equipamento JRV na Bósnia e Herzegovina foi entregue à nova Força Aérea da Republika Srpska e utilizado durante a Guerra da Bósnia. Entre 1991 e 1992, o JRV perdeu um total de 46 aviões e helicópteros na Eslovénia, Croácia e Bósnia-Herzegovina. A maior parte da força aérea da ex-SFRY foi herdada pela força aérea da nova República Federativa da Iugoslávia. 

## Ordem de Batalha de 1991
| 138ª Brigada de Aviação de Transporte | 675º TRAE 678º TRAE 890ºh TRHE                                                                                  | Yak-40, Falcon 50, Learjet 25, Do-28D Yak-40, Mi-8 Mi-8, SA.341,SA.342      | Batajnica                                      |
| 1º Corpo de AF e AD | |                                                                             |                                                |
| | SHO | SA.316, Mi-8                                                                | Batajnica                                      |
| 97ª Brigada de Aviação | 240º LBAE 353º IAE 676º PPAE 748º PPHE 790º TRHE                                                                | J-21 Jastreb IJ-22 Orao CL-215, SA.341 Ka-25, Ka-28, Mi-14 Mi-8             | Divulje-Split                                  |
| 107ª Asa de Helicóptero | 782º HE 783º HE                                                                                                 | SA.341, Sa.342, Mi-8 SA.341, SA.342                                         | Mostar                                         |
| 204ª Asa de Aviação de Caça | 126º LAE 127º LAE                                                                                               | MiG-21 Bis MiG-29, MiG-29UB                                                 | Batajnica                                      |
| | 252º LBAE | J-21 Jastreb, G-2 Galeb, G-4 Super Galeb, Utva 66                           | Batajnica                                      |
| 3º Corpo de AF e AD | |                                                                             |                                                |
| | SHO | Mi-8                                                                        | Niš                                            |
| 83ª Asa de Aviação de Caça | 123º LAE 130º LAE                                                                                               | MiG-21 Bis MiG-21M, MiG-21MF                                                | Slatina                                        |
| 98ª Brigada de Aviação | 241º LBAE 247º LBAE 354º IAE                                                                                    | J-22 Orao J-21 Jastreb IJ-21 Jastreb                                        | Skopski Petrovac e Ladjevci/Kraljevo           |
| 119ª Brigada de Aviação | 677º TRAE 712º POHE 714º POHE 787º TRHE                                                                         | An-2, An-26 SA.342 Mi-8                                                     | Niš                                            |
| 172ª Ala de Aviação de Caça-Bombardeiro | 239º LBAE 242º LBAE                                                                                             | G-4 Super Galeb J-21 Jastreb, J-22 Orao                                     | Golubovci                                      |
| 5º Corpo de AF e AD | |                                                                             |                                                |
| | SHO | Mi-8                                                                        | Pleso                                          |
| 82ª Brigada de Aviação | 237° LBAE 238° LBAE 351º IAE                                                                                    | J-21 Jastreb, NJ-21 Jastreb J-22 Orao, NJ-22 Orao IJ-21 Jastreb, IJ-22 Orao | Cerklje                                        |
| 105ª Asa de Aviação de Caça-Bombardeiro | 249º LBAE 251º LBAE 333º AE                                                                                     | G-4 Super Galeb G-2 Galeb Utva 75, An-2, SA.341, G-4 Super Galeb            | Zadar                                          |
| 111ª Brigada de Aviação | 676º TRAE 711º POHE 713º POHE 780º TRHE                                                                         | An-2, An-26 SA.342 Mi-8                                                     | Pleso                                          |
| 117ª Asa de Aviação de Caça | 124º LAE 125º LAE 352º IAE                                                                                      | MiG-21 Bis MiG-21R                                                          | Željava                                        |
| 185ª Ala de Aviação de Caça-Bombardeiro | 129º LAE 229º LBAE                                                                                              | MiG-21PFM, MiG-21UM/US G-4 Super Galeb                                      | Pula                                           |
| Esquadrões de regiões de comando do Exército | |                                                                             |                                                |
| | EIV da região do 1º Exército EIV da região do 2º Exército EIV da região do 3º Exército EIV da região da Marinha | SA.341 Hera SA.341 Hera                                                     | Batajnica Skopski Petrovac Pleso Divulje-Split |
| Equipes de defesa territorial (TO) dos Esquadrões das Repúblicas | |                                                                             |                                                |
| | ELABA RSTO Slovenije ELABA RSTO Crne Gore                                                                       | J-20 Kragulj/SA.341 J-20 Kragulj                                            | Brnik Golubovci                                |
| Academia da Força Aérea Militar Iugoslava | |                                                                             |                                                |
| 105ª Ala de Treinamento de Aviação de Caça-Bombardeiro 107ª Ala de Treinamento de Helicópteros 172ª Ala de Treinamento de Aviação de Caça-Bombardeiro 185ª Ala de Treinamento de Aviação de Caça-Bombardeiro | (ver abaixo) | (ver abaixo)                                                                | Zadar Mostar Golubovci Pula                    |

Legenda
- AE - Aviacijska Eskadrila - Esquadrão de Aviação
- LAE - Lovačka Aviacijska Eskadrila - Esquadrão de Aviação de Caça
- LBAE - Lovačko-Bombarderska Aviacijska Eskadrila - Esquadrão de Aviação de Caça-Bombardeiro
- IAE - Izviđačka Aviacijska Eskadrila - Esquadrão de Aviação de Reconhecimento
- TRAE - Transportna Aviacijska Eskadrila - Esquadrão de Aviação de Transporte
- PPAE - Protivpožarna Aviacijska Eskadrila - Esquadrão de Aviação de Combate a Incêndios
- HE - Helikopterska Eskadrila - Esquadrão de Helicópteros
- SHO - Specijalno Helikoptersko Odeljenje - Seção Especial de Helicópteros
- TRHE - Transportna Helikopterska Eskadrila - Esquadrão de Helicópteros de Transporte
- POHE - Protivoklopna Helikopterska Eskadrila - Esquadrão de Helicópteros Antiblindados
- PPHE - Protivpodmornička Helikopterska Eskadrila - Esquadrão de Helicópteros Anti-submarino

## Sistema de designação de tipo de aeronave
Em 1962, a Força Aérea Iugoslava introduziu um novo sistema de designação de aeronaves para identificar tipos específicos de aeronaves. Antes dessa época, a Força Aérea era equipada principalmente com aeronaves de combate de origem norte-americana, como o F-84G e o T-33A, e a designação norte-americana era comumente usada. No entanto, as aeronaves modificadas localmente para cumprir a função de reconhecimento, como o F-86D e o T-33A, foram referidas como IF-86D e IT-33A. A seleção do MiG-21, que não tinha designação semelhante, como o novo caça da linha de frente levou à introdução de um sistema formal de designação de aeronaves.
A designação principal consistia em uma letra prefixa significando a função principal da aeronave e um número de tipo individual de dois dígitos, por exemplo: J-22. Os prefixos de função são:
- L-Lovac (lutador)
- J - Jurišnik (ataque)
- H - Helicóptero (helicóptero)
- V - Višenamjenski (utilitário)
- N - Nastavni (treinamento)
- T - Transportni (transporte)

Além disso, vários prefixos e letras de sufixo de modificação de função são usados, para indicar variantes de treinador, reconhecimento, etc., do design básico. As cartas de modificação de função são:
- I - Izviđač (reconhecimento)
- M - Modifikovan (modificado)
- N - Nastavni (treinador de lutadores)
- N - Naoružani (helicóptero armado)
- O - Opšte namjene (uso geral)
- P - Protivpodmornički (anti-submarino)
- S - Spasilački (resgate)
- T - Transportni (transporte)

| Genérico     | Variante | Tipo                              |
| Caças        | Caças    | Caças                             |
| ------------ | -------- | --------------------------------- |
| L-10*        |          | Republic F-84G                    |
| L-11*        |          | Canadair Sabre                    |
| L-12         |          | Mikoyan-Gurevich MiG-21F-13       |
|              | NL-12    | Mikoyan-Gurevich MiG-21U-400/600  |
| L-13*        |          | North American F-86D Sabre        |
| L-14         |          | Mikoyan-Gurevich MiG-21PFM        |
|              | L-14I    | Mikoyan-Gurevich MiG-21R          |
|              | NL-14    | Mikoyan-Gurevich MiG-21US         |
| L-15         |          | Mikoyan-Gurevich MiG-21M          |
|              | L-15M    | Mikoyan-Gurevich MiG-21MF         |
| L-16         | NL-16    | Mikoyan-Gurevich MiG-21UM         |
| L-17         |          | Mikoyan-Gurevich MiG-21bis        |
|              | L-17K    | Mikoyan-Gurevich MiG-21bis-K      |
| L-18         |          | Mikoyan-Gurevich MiG-29           |
|              | NL-18    | Mikoyan-Gurevich MiG-29UB         |
| Ataque       |          |                                   |
| J-20         |          | Soko J-20 Kraguj                  |
| J-21         |          | J-1 Jastreb                       |
|              | IJ-21    | Soko RJ-1 Jastreb                 |
|              | NJ-21    | Soko TJ-1 Jastreb                 |
| J-22         |          | J-22 Orao                         |
|              | IJ-22    | Soko RJ-2 Orao                    |
|              | NJ-22    | Soko TJ-2 Orao                    |
|              | INJ-22   | Soko RTJ-2 Orao                   |
| Helicópteros |          |                                   |
|              | WS 51    | Westland Dragonfly                |
|              | H-19     | Sikorsky H-19                     |
| H-40         |          | Mil Mi-8                          |
|              | HT-40    | Mil Mi-8T                         |
|              | HT-40E   | Mil Mi-8 E i PED                  |
| H-41         |          | Mil/PZL Swidnik Mi-2              |
|              | HT-41    | Mil/PZL Swidnik Mi-2              |
| H-42         |          | Aerospatiale/Soko SA.341H Gazelle |
|              | HI-42    | Soko SA.341H HERA                 |
|              | HN-42M   | Soko SA.341H GAMA                 |
|              | HO-42    | Aerospatiale/Soko SA.341H Gazelle |
|              | HS-42    | Soko SA341H                       |
| H-43         |          | Kamov Ka-25                       |
|              | HP-43    | Kamov Ka-25Bsh                    |
| H-44         |          | Mil Mi-14                         |
|              | HP-44    | Mil Mi-14PL                       |
| H-45         |          | Soko SA.342L1 Gazelle             |
|              | HN-45M   | Soko SA.342L1 GAMA 2              |
|              | HO-45    | Soko SA.342L1                     |
| H-46         |          | Kamov Ka-28                       |
|              | HP-46    | Kamov Ka-28                       |
| Utilitários  |          |                                   |
| V-50         |          | Utva-60H                          |
| V-51         |          | Utva-66                           |
| V-52         |          | Utva-66H                          |
| V-53         |          | Utva-75                           |
| Treinamento  |          |                                   |
| N-60         |          | Soko G-2 Galeb                    |
| N-61         |          | Zlin Z-526                        |
| N-62         |          | Soko G-4 Super Galeb              |
| N-63         |          | Utva Lasta                        |
| Transporte   |          |                                   |
| T-70         |          | Antonov An-26                     |
| T-71         |          | Antonov An-2                      |

## Inventário de aeronaves (1965-1985)
| Aeronave                          | Origem                              | Papel                                    | Versão                                      | Quantidade |       |       |
| Caças                             | Caças                               | Caças                                    | Caças                                       | Caças | Caças | Caças |
| --------------------------------- | ----------------------------------- | ---------------------------------------- | ------------------------------------------- | --- | ----- | ----- |
| MiG-21                            | União Soviética                     | Caça treinamento reconnaissance          | MiG-21bis/PFM/M/MF/F-13 MiG-21UM/US MiG-21R | ~199 (Danificados: F-13 x 41, PFM x 36, M x 25, MF x 6, bis x 46, bis.K x 45) 28 (Danificados: 25 UM, 7 US) 12 |       |       |
| MiG-29                            | União Soviética                     | Caça reconhecimento                      | MiG-29B MiG-29UB                            | 14 2 |       |       |
| Aeronaves de ataque ao solo       |                                     |                                          |                                             | |       |       |
| Soko J-20 Kraguj                  | Iugoslávia                          | contra-insurgência                       | J-20                                        | 40 |       |       |
| Soko J-21 Jastreb                 | Iugoslávia                          | ataque treinamento reconhecimento        | J-21 NJ-21 IJ-21                            | 108 25 36 |       |       |
| Soko J-22 Orao                    | Iugoslávia                          | ataque treinamento reconhecimento        | J-22 NJ-22 IJ-22 INJ-22                     | 57 21 25 15 |       |       |
| Aeronaves de transporte e ligação |                                     |                                          |                                             | |       |       |
| Antonov An-2                      | União Soviética                     | avião de carga                           | An-2TD                                      | 5 |       |       |
| Antonov An-12                     | União Soviética                     | avião de carga                           | An-12                                       | 2 |       |       |
| Antonov An-26                     | União Soviética                     | avião de carga                           | An-26                                       | 14 (17 aeronaves fornecidas para primeira implantação)                                                         |       |       |
| Yakovlev Yak-40                   | União Soviética                     | Aeronave VIP                             | Yak-40                                      | 6 |       |       |
| Dornier Do 28                     | Alemanha Ocidental                  | avião de carga                           | Do 28D-2                                    | 2 |       |       |
| Aeronaves de combate a incêndio   |                                     |                                          |                                             | |       |       |
| Canadair CL-215                   | Canadá                              | combate a incêndios                      | CL-215                                      | 6 |       |       |
| Aeronave de treinamento           |                                     |                                          |                                             | |       |       |
| Utva 75                           | Iugoslávia                          | treinamento básico                       | V-53                                        | 138 |       |       |
| Soko G-2 Galeb                    | Iugoslávia                          | caça-bombardeiro/treinador               | N-60                                        | 131 |       |       |
| Soko G-4 Super Galeb              | Iugoslávia                          | caça-bombardeiro/treinador               | N-62                                        | 85 |       |       |
| Helicópteros                      |                                     |                                          |                                             | |       |       |
| Soko Gazelle                      | - Reino Unido - França - Iugoslávia | utilitário resgate reconhecimento ataque | HO-42 HS-42 HI-42 HN-42                     | 94 |       |       |
| Mil Mi-8                          | União Soviética                     | transporte                               | Mi-8T                                       | 93 |       |       |
| Helicópteros ASW                  |                                     |                                          |                                             | |       |       |
| Mil Mi-14                         | União Soviética                     | anti-submarino                           | Mi-14PL                                     | 4 |       |       |
| Kamov Ka-27                       | União Soviética                     | anti-submarino                           | Ka-28                                       | 2 |       |       |
| Kamov Ka-25                       | União Soviética                     | anti-submarino                           | Ka-25BSh                                    | 6 |       |       |

Total
- 213 lutadores,
- 205 aeronaves de ataque
- 88 aeronaves de reconhecimento
- 26 aeronaves de transporte
- 6 aeronaves de transporte VIP
- 430 aeronaves de treinamento
- 6 aeronaves de missão especial
- 187 helicópteros de transporte, ataque, reconhecimento e resgate, e
- 12 helicópteros anti-submarinos.

### Aeronaves aposentadas
- F-84G - 219
- F-86D - 98
- IF-86D - 32 (Uma versão de reconhecimento do F-86D equipada com uma câmera)
- F-86E(M)Sabre - 121 (Destes, 46 são CL-13 Sabre Mk.IV de fabricação canadense.)
- T-33A - 4 (Aeronave de treinamento monomotor com motor a jato)
- Zlin Z 526M - 25 (Aeronave de treinamento monomotor movida por motor alternativo)
- MiG-21U - 18
- MiG-21U-400 - 9
- MiG-21U-600 - 9
- WS-51・Mk.1B - 10
- H-19 - 10
- Mi-2 - 15
- Mi-4 - 25
- Falcon50 - 6
- Learjet25B - 6

219 caças-bombardeiros, 219 caças, 32 aviões de reconhecimento, 65 aviões de treinamento, 60 helicópteros, 12 aviões de transporte VIP.
Número total de aeronaves adquiridas antes da dissolução da Iugoslávia
432 caças, 219 caças-bombardeiros, 205 aeronaves de ataque, 120 aeronaves de reconhecimento, 26 aeronaves de transporte, 18 aeronaves de transporte VIP, 495 aeronaves de treinamento, 6 aeronaves de missão especial, 247 helicópteros militares, aeronaves anti-submarinas. Serão 12 helicópteros.

## Galeria

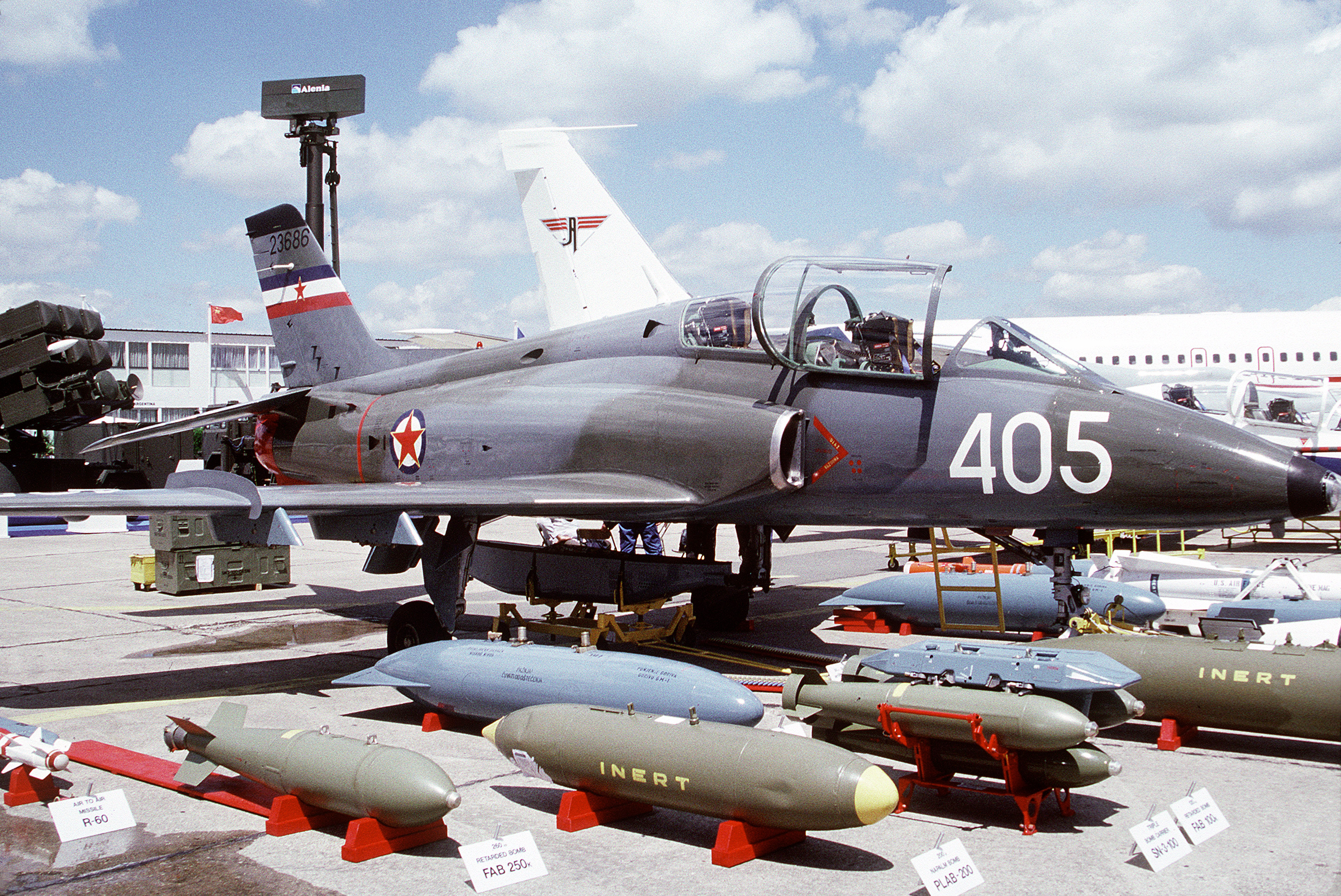
Força aérea iugoslava G-4 Super Galeb em exibição no show aéreo de Paris de 1991
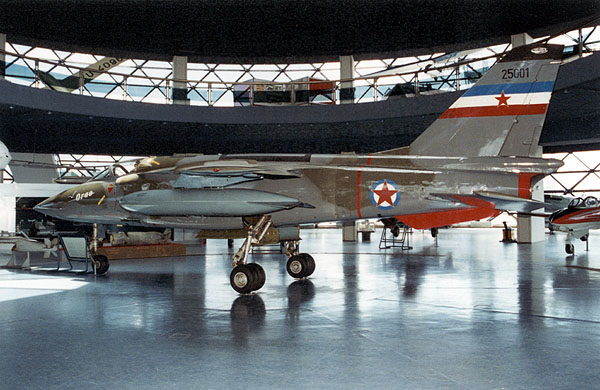
J-22 Orao iugoslavo no Museu da Aviação de Belgrado
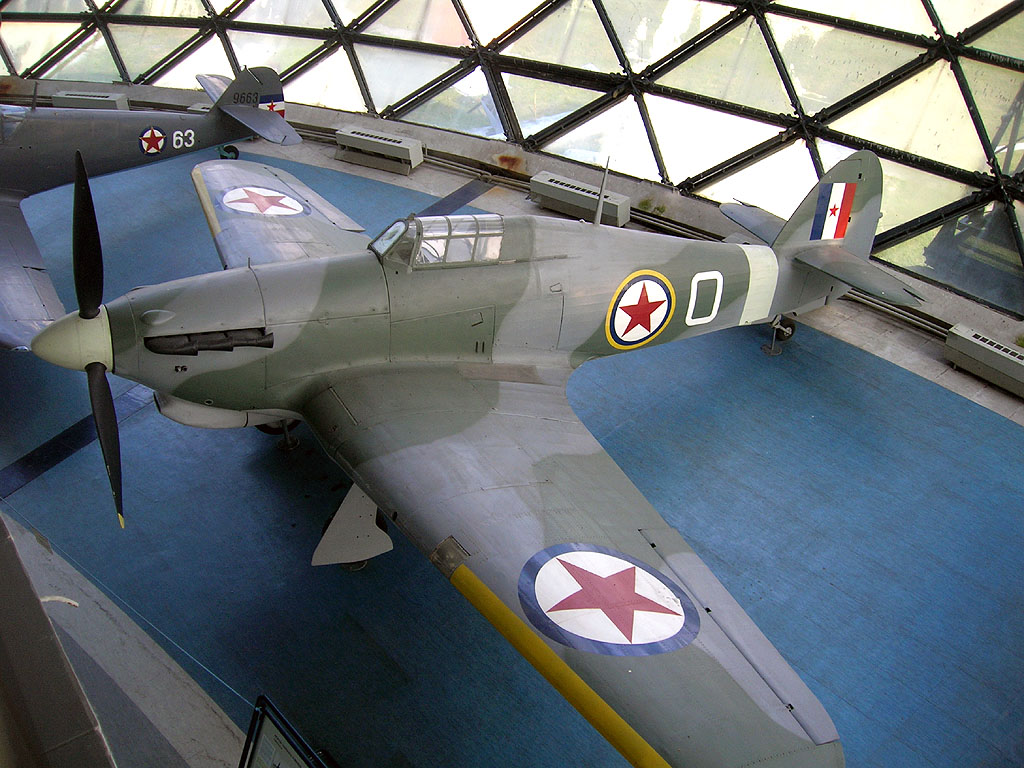
Hawker Hurricane Mk IVRP com marcações da Força Aérea Iugoslava
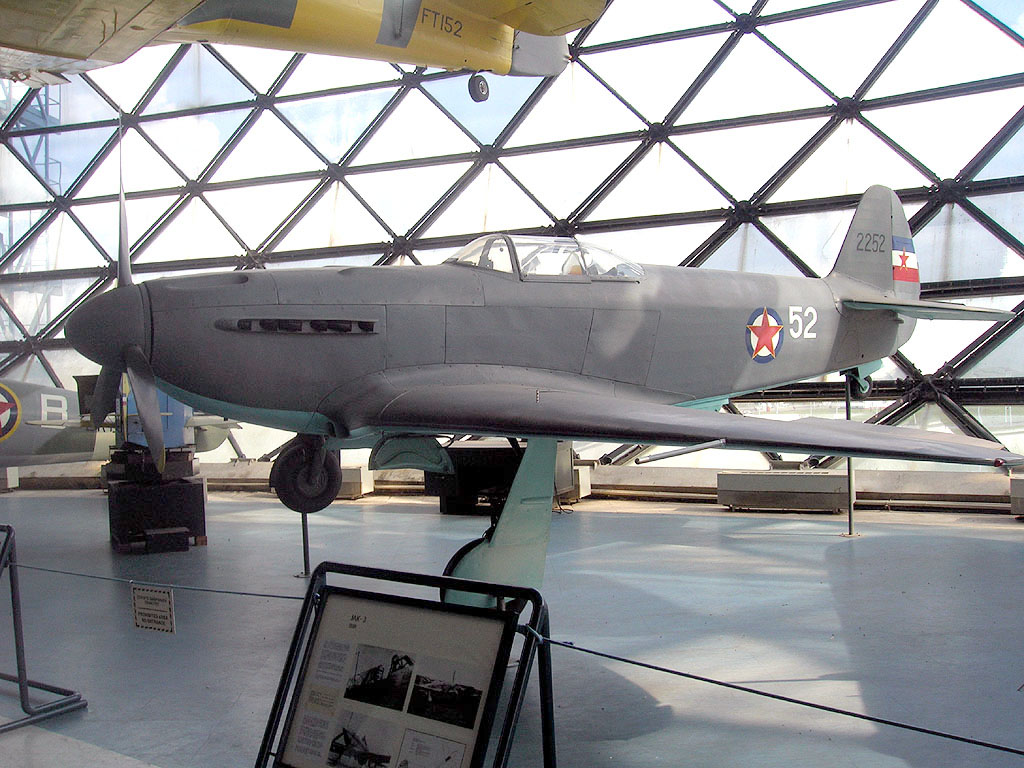
Yak-3
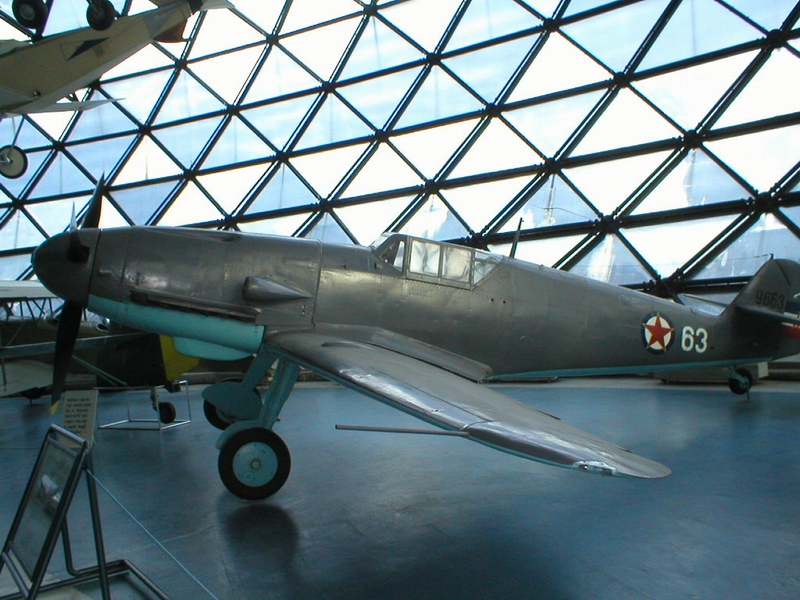
Messerschmitt Bf 109 com marcações da Força Aérea Iugoslava
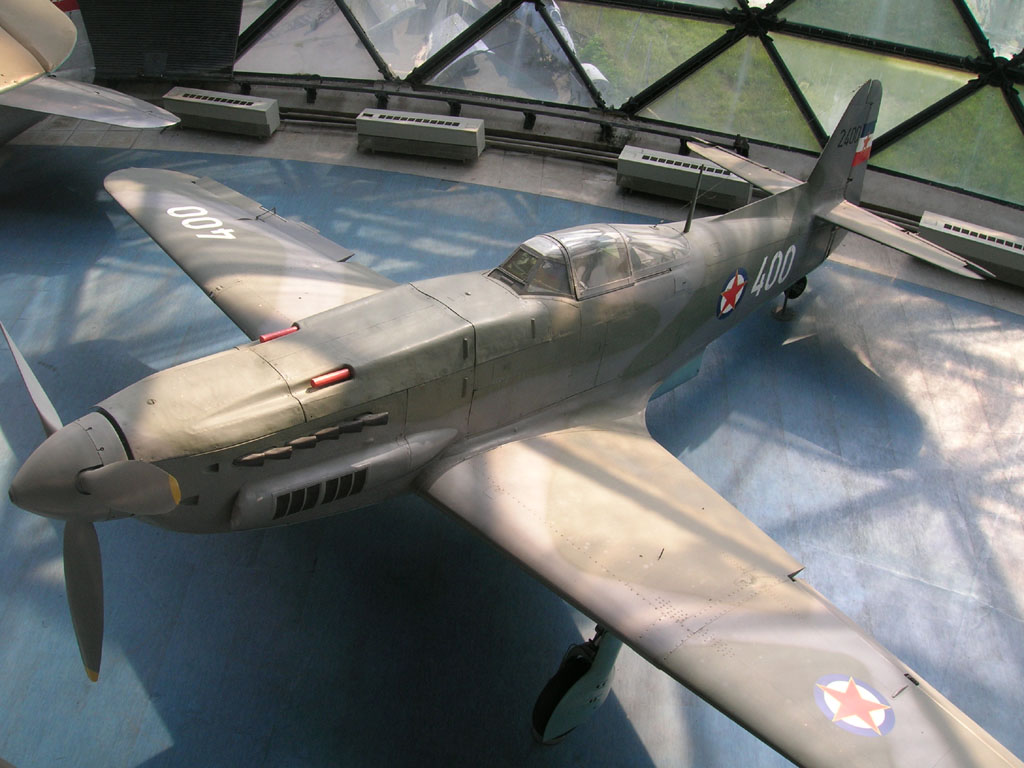
O Ikarus S-49, uma das primeiras caças produzidas na Iugoslávia após a Segunda Guerra Mundial, foi baseada noRogozarski IK-3 do pré-guerra.
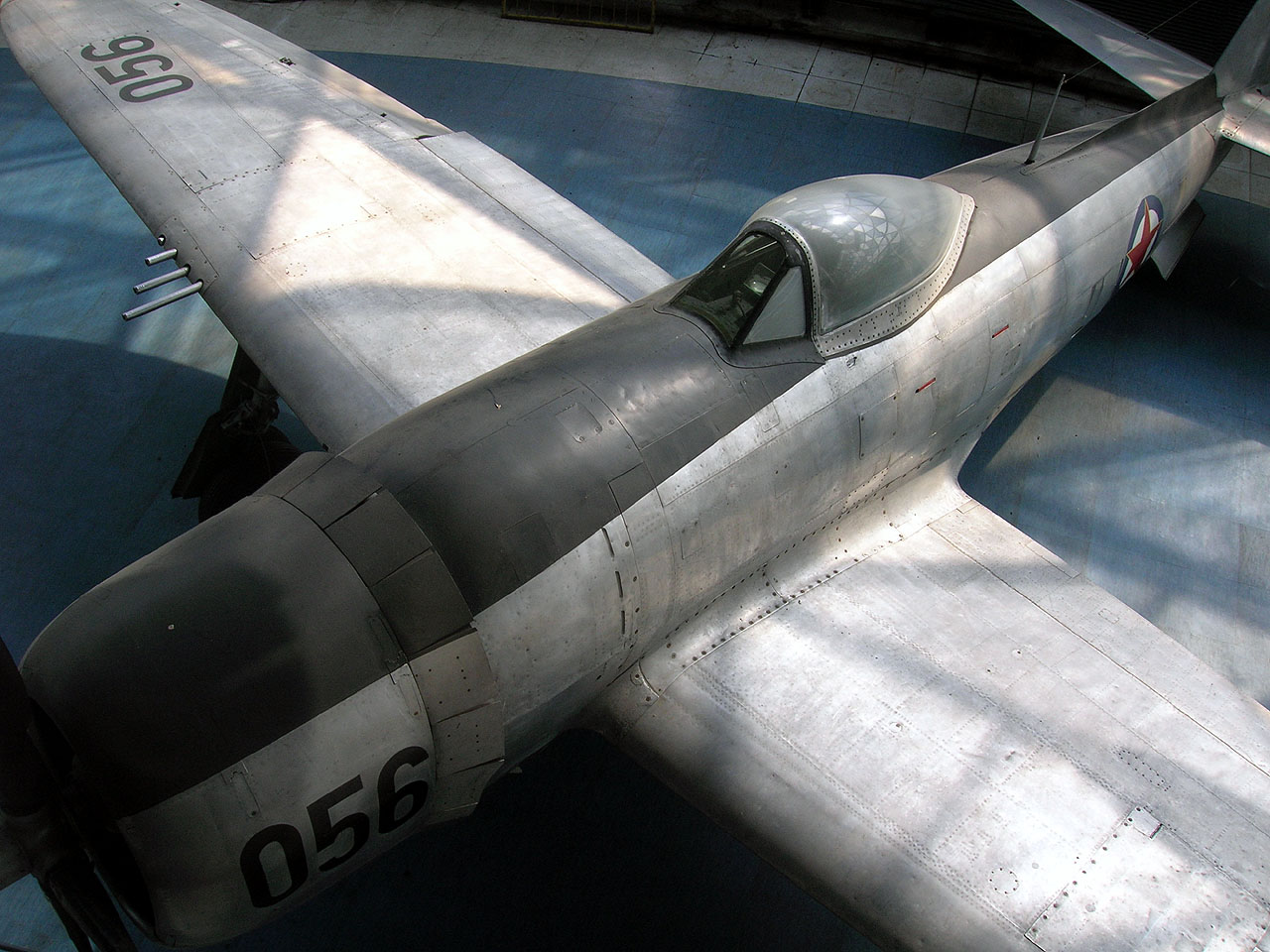
Republic P-47 Thunderbolt com marcações da Força Aérea Iugoslava.
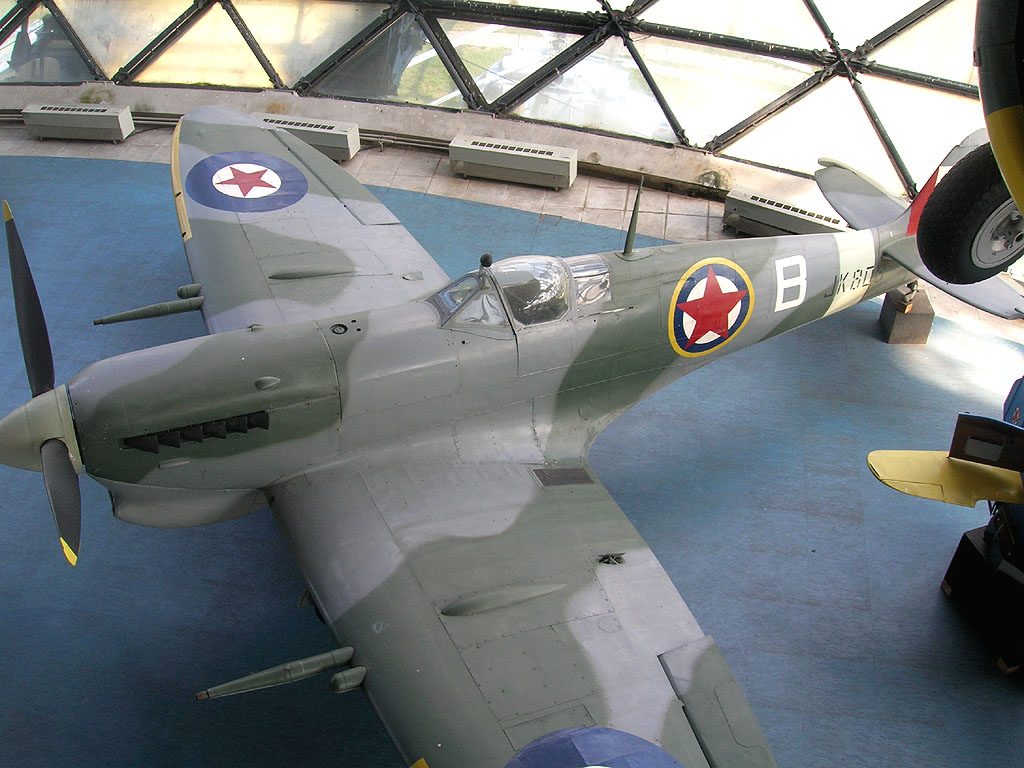
Supermarine Spitfire LF Mk VC usado pelo capitão Iugoslavo da RAF.
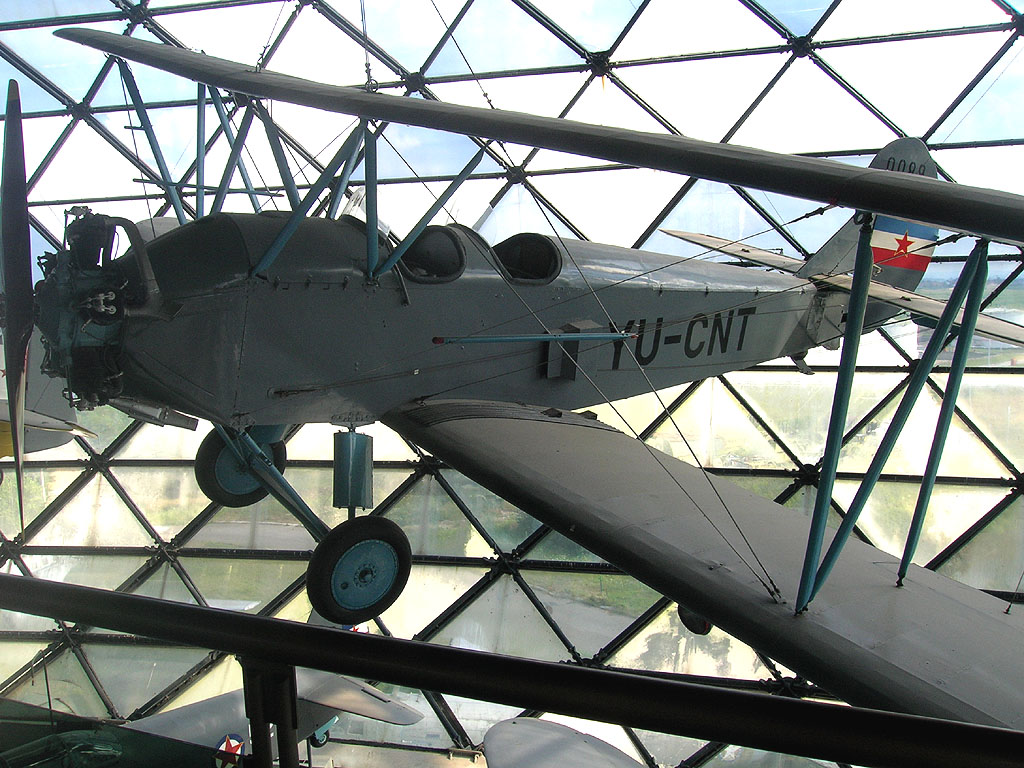
Polikarpov Po-2
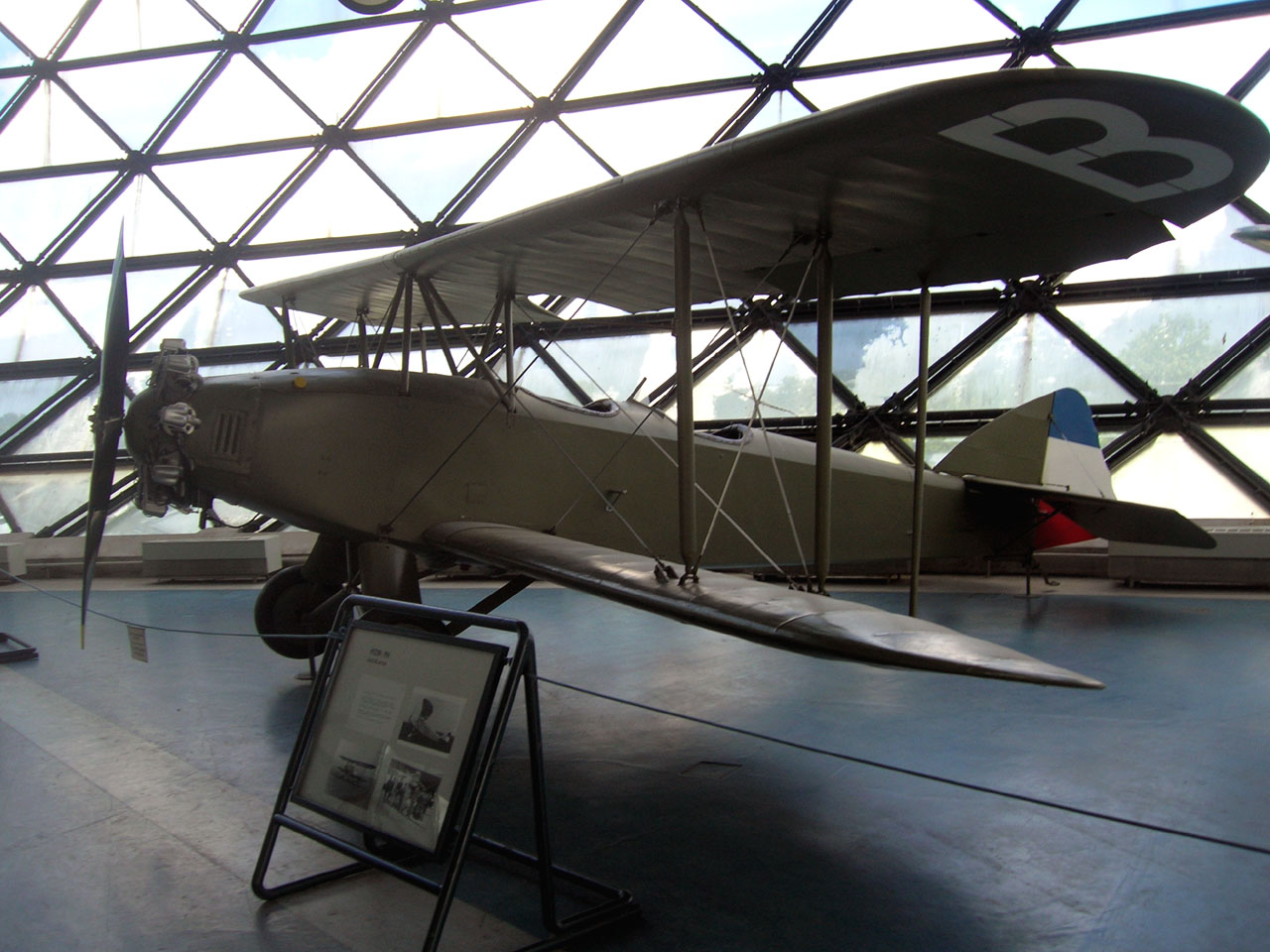
Fizir FN
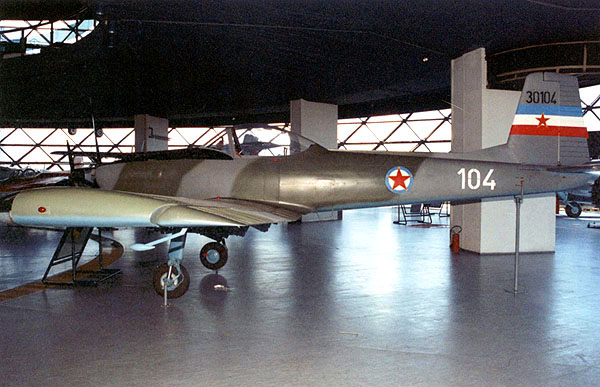
Soko J-20 Kraguj
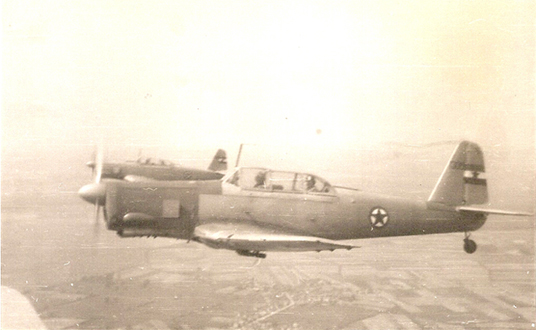
Utva-213

## Comandantes
- Franc Pirc (1944–1946)
- Zdenko Ulepič (1946–1965)
- Viktor Bubanj (1965–1970)
- Milan Simović (1970–1972)
- Enver Ćemalović (1972–1979)
- Stevan Roglic (1979–1981)
- Slobodan Alagić (1981–1985)
- Anton Tus (1985–1991)
- Zvonko Jurjevic (1991–1992)
- Božidar Stefanović (1992)

## Forças aéreas da ex-Iugoslávia
- Força Aérea da Sérvia e Montenegro
- Força Aérea e Defesa Aérea Sérvia
- Força Aérea Montenegrina
- Força Aérea e de Defesa Aérea da Croácia
- Força Aérea da Eslovénia
- Força Aérea e Defesa Antiaérea da Bósnia e Herzegovina
- Força Aérea da Republika Srpska
- Brigada Aérea da Macedônia do Norte